# Maša Derganc
Maša Derganc, slovenska igralka, * 30. marec 1976, Ljubljana.
Maša Derganc je stalna članica ansambla Slovenskega narodnega gledališča Drama Ljubljana. Nase je opozorila z vlogo Ane v celovečernem filmu Šelestenje (2002), še prej pa s tremi vlogami v kratkem filmu Črepinjice (1997). Nastopila je še v celovečercih Kratki stiki (2006) in Nahrani me z besedami (2012), v kratkem filmu Dromedar (2019) ter v kratki televizijski igri Ketna za princa (1997). Bila je tudi ena od igralk v popularni slovenski humoristični seriji Naša mala klinika. 
Poročena je s slovenskim igralcem Borutom Veselkom.